# روبرت أوينز
روبرت أوينز (بالإنجليزية: Robert Owens)‏ هو مغني أمريكي، ولد في 17 أغسطس 1961 في شيكاغو في الولايات المتحدة.

## وصلات خارجية
- روبرت أوينز على موقع IMDb (الإنجليزية)
- روبرت أوينز على موقع ميوزك برينز (الإنجليزية)
- روبرت أوينز على موقع أول ميوزيك (الإنجليزية)
- روبرت أوينز على موقع ديسكوغز (الإنجليزية)